# Ktetor

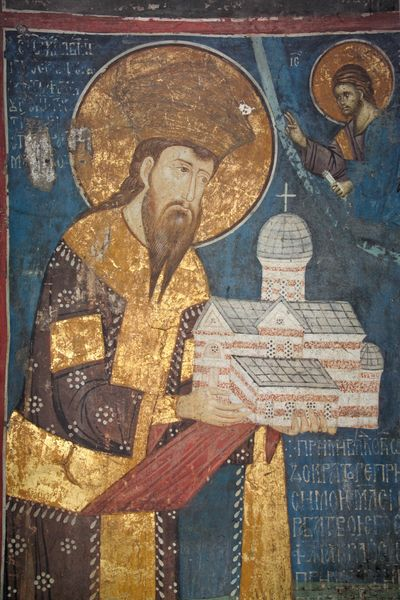
Afresco de Estêvão Uresis III no Monastério de Dečani, segurando em suas um pequeno monastério em suas mãos; isto significa que ele é o ktitor do monastério.

Ktetor (em grego:  κτήτωρ) ou ktitor (cirílico: ктитор; em georgiano:  ქტიტორი kt’it’ori; em romeno:  ctitor), significando "fundador", foi um título dado na Idade Média ao provedor de recursos para a construção ou reconstrução de uma igreja ou monastério ortodoxo, pelo acréscimo de ícones, afrescos e outras obras de arte. Seu uso se deu na esfera bizantina. O termo equivalente usado pelos católicos é doador. Como parte da fundação o ktetor recebia typika e era ilustrado em afrescos ("retrato de ktetor"). A forma feminina é denominada ktetorissa (em grego:  κτητόρισσα) ou ktitoritsa (cirílico: ктиторица).